# إيلونا بال
إيلونا بال (بالمجرية: Páldiné Pál Ilona)‏ هي منافسة ألعاب القوى مجرية، ولدت في 21 أكتوبر 1954.

## وصلات خارجية
- إيلونا بال على موقع الاتحاد الدولي لألعاب القوى (الإنجليزية)
- إيلونا بال على موقع أوليمبيديا (الإنجليزية)
- إيلونا بال على موقع اللجنة الأولمبية المجرية (الهنغارية)